# Vasile Gogea
Vasile Gogea (n. 7 august 1953, Sighetu Marmației, Maramureș, România) este un prozator, poet, eseist, jurnalist și blogger român. A fost un martor implicat al Revoltei anticomuniste a muncitorilor din Brașov (15 noiembrie 1987) și a primit, prin decret prezidențial, Titlul de Luptător pentru Victoria Revoluției din Decembrie 1989 – Luptător cu Rol Determinant  (Brașov, 16 decembrie 1989 – 14 ianuarie 1990).

## Biografie
S-a născut la 7 august 1953, în Sighetu Marmației. Pe linie paternă este descendentul unei vechi familii nobile din Maramureș (conform: I. Cav. de Pușcariu, Date istorice privitoare la familiile nobile române. Sibiu. 1892, Ioan Mihaly de Apșa, Diplomele maramuresene. 1900  și  Alexandru Filipașcu, Enciclopedia familiilor nobile române maramureșene de origine română, 2015). 
După studiile liceale începute la Liceul Militar ”Dimitrie Cantemir” din Breaza și terminate în 1972 la liceul "Radu Negru" din Făgăraș, a absolvit în 1979 Facultatea de Istorie - Filosofie secția Filosofie, a Universității "Babeș-Bolyai" din Cluj-Napoca. 

## Cariera profesională și academică
A fost, pe rînd,pedagog de noapte la Școala de șoferi profesioniști din Cluj-Napoca, preparator de produse explozibile la Combinatul Chimic din Făgăraș, dispecer de producție la fabrica "Nivea" Brașov, referent literar la Teatrul Dramatic Brașov, instructor cultural-sportiv la UJCM Brașov și redactor la revista "Astra". Dupa 1990 este o vreme redactor-șef al revistei "Astra", referent de specialitate la Biblioteca Județeană "George Barițiu" din Brașov, redactor la posturi de radio brașovene, profesor asociat la Universitatea "Transilvania" din Brașov, redactor șef al Editurii ”Grinta” din Cluj-Napoca. 

## Cariera literară și jurnalistică
În perioada 1973-l979 frecventează cenaclurile literare "Echinox" și "Napoca universitară" din Cluj-Napoca și, după  "Cenaclul SECULUM al Tinerilor Scriitori Ardeleni" care a funcționat la Dej și Beclean pe Someș, cenaclul "Astra" și "Cercul Literar 19" din Brașov. 
Debutează publicistic cu articole în ”Napoca Universitară” și cu proză scurtă în 1975, în paginile de limba maghiară ale revistei Echinox, în traducerea lui Egyed Peter; în 1976 este publicat de revista Vatra de la Târgu Mureș, cu o prezentare a prozatorului Mihai Sin. Debutul editorial individual are loc în 1990 cu romanul Scene din viața lui Anselmus, apărut la Editura "Litera" din București, și este precedat de publicarea unei secțiuni de proză scurtă în volumul colectiv Doisprezece prozatori (Ed. Dacia. 1988). 
Colaborează cu proze scurte, poezii, eseuri, cronici și recenzii, interviuri, articole de opinie la aproape toate revistele literare și culturale din țară. După 1990 a fost cîțiva ani și editorialist la mai multe cotidiene și săptămînale. 
În 1990 a fost beneficiarul unei burse acordate de '"Fundația pentru întrajutorare intelectuală europeană" din Franța, la Paris. A participat la diferite conferințe internaționale în Elveția, Franța, Cehia, Ungaria, Ucraina, Republica Moldova și SUA.
În prezent autorul este stabilit în Cluj-Napoca. Este membru al Uniunii Scriitorilor din România - USR, membru fondator al Asociației Scriitorilor Profesioniști din România - ASPRO și membru fondator al Asociației Ziariștilor din România - AZR. Este redactor al revistei românești de cultură ”ALTERNAȚE” (München ).
O activitate culturală intensă întreține pe blogul personal:  http>//vasilegogea.wordpress.com

## Volume de autor
- Scene din viața lui Anselmus, roman, Ediția I, Editura Litera, 1990; Ediția a II-a,  cu o prefață de Ion Bogdan Lefter, Editura Limes, 2oo8. Premiul „Corona” al revistei Calende și Premiul pentru debut al Uniunii Scriitorilor, Filiala Brașov, 1991.
- Fragmente salvate. 1975-1989. Jurnal și alte texte. (cu o prefață de Vladimir Tismăneanu), Editura Polirom, 1996. Premiul „Cartea anului”, la Salonul național de carte, Cluj, 1997; nominalizare la premiile ASPRO.
- Propoieziții, versuri, Editura Solstițiu&Decalog, 1998.
- Exerciții de tragere cu pușca de soc, publicistică, Editura Paralela 45, 1998.
- (Re)citindu-l pe Eminescu. În umbra timpului, eseu, Editura Charmides, 2000. Premiul special al Editurii Scrisul românesc, 2ooo.
- OftalMOFTologia sau ochelarii lui Nenea Iancu, eseu, Ediția I, cu o postfață de Mircea Muthu, Editura Grinta, 2002. Medalia comemorativă a Primăriei Cluj-Napoca; nominalizare la premiile Filialei Cluj a  Uniunii Scriitorilor. Ediția a II-a, cu o prefață de Gheorghe Grigurcu, Editura Grinta, 2012.
- Logodnica mecanicului Gavrilov, proză scurtă, Editura Limes, 2002. Premiul pentru proză al Uniunii Scriitorilor, Filiala Cluj, 2003; nominalizare la premiile ASPRO.
- Repere ale gîndirii românești, în colaborare cu Aurel Ion Brumaru, (cu o prefață de Acad.Alexandru Surdu), Editura Grinta, 2003. Nominalizare la premiile Filialei Brașov a Uniunii Scriitorilor.
- Tratat despre înfrînt, meditații, Editura Charmides&Eikon, 2004. Premiul Centrului pentru Cultură al județului Bistrița-Năsăud  la Concursul Național de proză „Liviu Rebreanu”, 2004.
- Încă Propoieziții, versuri (cu o postfață de Ion Mureșan), Editura Grinta, 2006. Premiul Festivalului internațional de poezie Sighetu Marmației, 2006. Nominalizare la premiile Filialei Cluj a Uniunii Scriitorilor.
- Voci în vacarm. Un dialog cu Monica Lovinescu și Virgil Ierunca, interviu (cu o postfață de Liviu Antonesei), Ediția I, Editura Eikon, 2010. Diploma de excelență a Bibliotecii Județene V.A.Urechia, Galați, 2011. Ediția a II-a, cu trei fotografii de Constantin Cojocaru, Editura Eikon, 2013.
- Mofteme, comentarii la I.L.Caragiale, Editura Charmides, 2012. Premiul revistei Mișcarea literară (Bistrița), 2013; Premiul „I.D. Sârbu” al Filialei Cluj a U.S.R., 2013.
- Singur cu Hegel (un autoportret ascuns, cu o prefață de Vasile Muscă, filosofie, Editura Eikon, 2013. Nominalizare la Premiile Filialei Cluj a Uniunii Scriitorilor.
- Propoiezițiile din Salonul 9 (6 fiind ocupat), versuri (cu un text critic de Gheorghe Grigurcu în loc de postfață), Editura Charmides, 2014.
- La scara blogului. Jurnal dedus (2919-2014), (prefață de Dorin Tudoran, postafață de Letiția Ilea), Editura Charmides, 2014. Premiul Festivalului Național de Proză „Saloanele Liviu Rebreanu”, Bistrița, 2014; Premiul „Radu Petrescu„, al Societății Scriitorilor din Bistrița-Năsăud, 2015. Nominalizare la Premiile „Observator cultural”, 2015. Nominalizare la Premiile Filialei Cluj a USR.
- ANAMTEME. Exerciții de anamneză, (postfață de Andrei Zanca), Editura Eikon, 2015. Premiul “Liviu Petrescu” al Filialei Cluj a USR (2016).
- LUCA PIȚU. Fărâmele meteoritului din Cajvana înregistrate la Observatorul cyberspațial Gogea’s Blog. IN MEMORIAM (prefață de Bedros Horasangian, post-prefață de Șerban Foarță, pre-postfață de Dorin Tudoran, postfață de Vasile Gogea), Editura Charmides, 2015.
- Din gramaTEMAtica, poezii, Editura Școala Ardeleană, 2016.
- Timbre literare fără… T.V.A., Editura Grinta, 2016.
- ANAMTEME  II. Noi exerciții de anamneză, Editura Eikon, 2017.

A tradus din limba franceză lucrarea Maramureșul de Alexandru Filipașcu, Editura Echim, 2002.
A îngrijit (alături de Adrian Michiduță) edițiile critice: Mircea Florian, Filosofia Renașterii, Editura Grinta, 2003 și Ion Petrovici, Misiunea filosofului, Editura Grinta, 2004.

## Antologii
- Proză satirică română contemporană, selecția Anatol Ghermanschi, prefața Valentin Silvestru, ASTRA, 1982.
- Competiția continuă. Generația 80 în texte teoretice, o antologie de Gheorghe Crăciun, EdituraVlasie, 1994.
- Generația ’80 în proza scurtă, antologie de Gheorghe Crăciun și Viorel Marineasa, Editura Paralela 45, 1998.
- Panorama criticii literare românești. 1950-2000. – critici și istorici literari, teoreticieni, eseiști, esteticieni – , Dicționar ilustrat alcătuit de Irina Petraș, Casa Cărții de Știință, 2001.
- Caiete internaționale de poezie/International notebook of poetry, Nr.6/2oo5, LiterArt XXI, Editor Gabriel Stănescu.
- O antologie a poeziei maramureșene. De la poezia populară pînă în 2009, realizată de Nicolae – Păuna Scheianu, Editura Ethnologica, 2010.
- Antologia prozei scurte transilvane actuale, coordonator Ovidiu Pecican, Editura Limes, 2010.
- Caietele de poezie „Lucian Blaga”, Societatea culturală „Lucian Blaga”, 2010.
- Lucian Perța, VIZITA DE DIMINEAȚĂ. O panaramă a poeziei românești de la origini până în prezent, Editura Tracus Arte, 2011.
- Revista Vatra. Puncte de reper – antologie de proză scurtă 1971-2010, coordonată de Kocsis Francisko, Editura Ardealul, 2011.
- Clujul poeților. Antologie de poezie, de Horia Bădescu, Editura Eikon, 2013.
- O antologie a prozatorilor maramureșeni, alcătuită de Nicolae Scheianu, Editura ETHNOLOGICA, Baia Mare, 2014
- Lumina din cuvinte, O antologie de Irina Petraș, Editura Școala Ardeleană, 2015.
- Poezie și Știință/Poetry and Science. Antologie de autori contemporani din România/An Anthology of Contemporary Authors from Romania, Ediție bilingvă/Bilingual Edition, Selecție și ediție de/Selected and Edited by Grete Tartler și/and Peter Forbes, Editura Vremea, 2016.
- Așii Cuvântului (50 + 5 poeți), Antologiile eCreator, Editura Ceconi, 2017.

## Volume colective
- Îndrumător bisericesc misionar și patriotic. Pe anul de la Hristos – 1989, Tiparul tipografiei eparhiale Sibiu.
- Ghilotina de scrum. Despre nevroze și revoluții, interviuri cu Vladimir Tismăneanu, ediție îngrijită de Mircea Mihăieș, Editura de Vest, 1992 (ediția I, Editura Polirom, 2002, ediția a II-a).
- 1990. Vremea în schimbare, interviuri realizate de Liviu Antonesei, Editura Moldova, 1993.
- Un destin istoric: Biserica Română Unită. Ancheta revistei Vatra, Volum realizat de Iulian Boldea, Al. Cistelecan, Cornel Moraru și Virgil Podoabă, Revista Vatra, 1999.
- Teohar Mihadaș – in memoriam, ediție coordonată de Adrian Mihai Bumb, Editura Napoca Star, 1999.
- Brâncuși și Transilvania, Antologie de Constantin Zărnescu, Editura Grinta, 2001.
- Ziua care nu se uită. 15 noiembrie 1987, Brașov, Marius Oprea, Stejărel Olaru, Polirom, 2002.
- La Beclean pe Someș, cîndva…, volum realizat de Aurel Podaru, Editura Clubul Saeculum, 2004.
- SAECULUM dincolo de nostalgii, Antologie a scriitorilor și artiștilor plastici saeculiști, realizată de Cornel Cotuțiu, Editura Eikon, 2006.
- Cuvinte. Almanah literar 2006, Uniunea scriitorilor din România, Filiala Cluj, Editura Casa Cărții de Știință.
- Clujul din cuvinte, Antologie ilustrată alcătuită de Irina Petraș, Casa Cărții de Știință, 2008.
- Laurențiu Ulici – 10 ani de posteritate , coordonator Echim Vancea, Editura Limes, 2010.
- Coperta a patra. Interviuri cu scriitori clujeni, realizate de Ioan Pavel AZAP, Editura DACIA XXI, 2010.
- Clujul din povești, Volum editat de Filiala Cluj a Uniunii Scriitorilor din România, redactor Irina Petraș, Casa Cărții de Știință, 2011.
- Ion Bledea. Ecouri ale volumului „Vînătoarea de cai”, Antologie critică realizată de George Vulturescu și D.Păcuraru, Editura Solstițiu, 2011.
- Promenada scriitorilor. Almanah ilustrat, volum alcătuit de Irina Petraș, Editura Eikon, 2012.
- Cartea colocviilor, Ediție alcătuită și îngrijită de Aurel Podaru, Prefață de Andrei Moldovan, Editura Eikon, 2013.
- Viața literară la Cluj. Evocări, medalioane, amintiri, cronologie, Volum alcătuit de Irina Petraș, Editura Eikon, 2013.
- OMAGIU AMBASADORULUI. Prof. Univ. Dr. Ion Bălin, Volum coordonat de Prof. Dr. Nicolae Iuga, Editura Grinta, 2013.
- Radu Săplăcan. Evocări și radiografii, Volum întocmit de Ioan-Pavel Azap, Ioan Pintea, Florin Săsărman, Editura Eikon, 2014.
- PETRU URSACHE, omul bun al culturii românești. Apaos Volum-album  gîndit și realizat de Magda Ursache,  Editura Eikon, 2015.
- Transilvania din cuvinte, O antologie alcătuită de Irina Petraș, Editura Școala Ardeleană, 2017.